# Округ Маринет (Висконсин)
Маринет (енгл. Marinette County) је округ у америчкој савезној држави Висконсин.

## Демографија
По попису из 2010. године број становника је 41.749, што је 1.635 (-3,8%) становника мање него 2000. године.
| Група             | 2000.          | 2010.          |
| Белци             | 42.354 (97,6%) | 40.260 (96,4%) |
| Афроамериканци    | 100 (0,2%)     | 108 (0,3%)     |
| Азијати           | 119 (0,3%)     | 218 (0,5%)     |
| Хиспаноамериканци | 325 (0,7%)     | 522 (1,3%)     |
| Укупно            | 43.384         | 41.749         |